# Hyla suweonensis
Hyla suweonensis är en groddjursart som beskrevs av Mitsuru Kuramoto 1980. Hyla suweonensis ingår i släktet Hyla och familjen lövgrodor. IUCN kategoriserar arten globalt som otillräckligt studerad. Inga underarter finns listade i Catalogue of Life.